# Euthymia bolivari
Euthymia bolivari är en insektsart som beskrevs av Pierre Adrien Prosper Finot 1903. Euthymia bolivari ingår i släktet Euthymia och familjen gräshoppor. Inga underarter finns listade i Catalogue of Life.